# William Chalmers

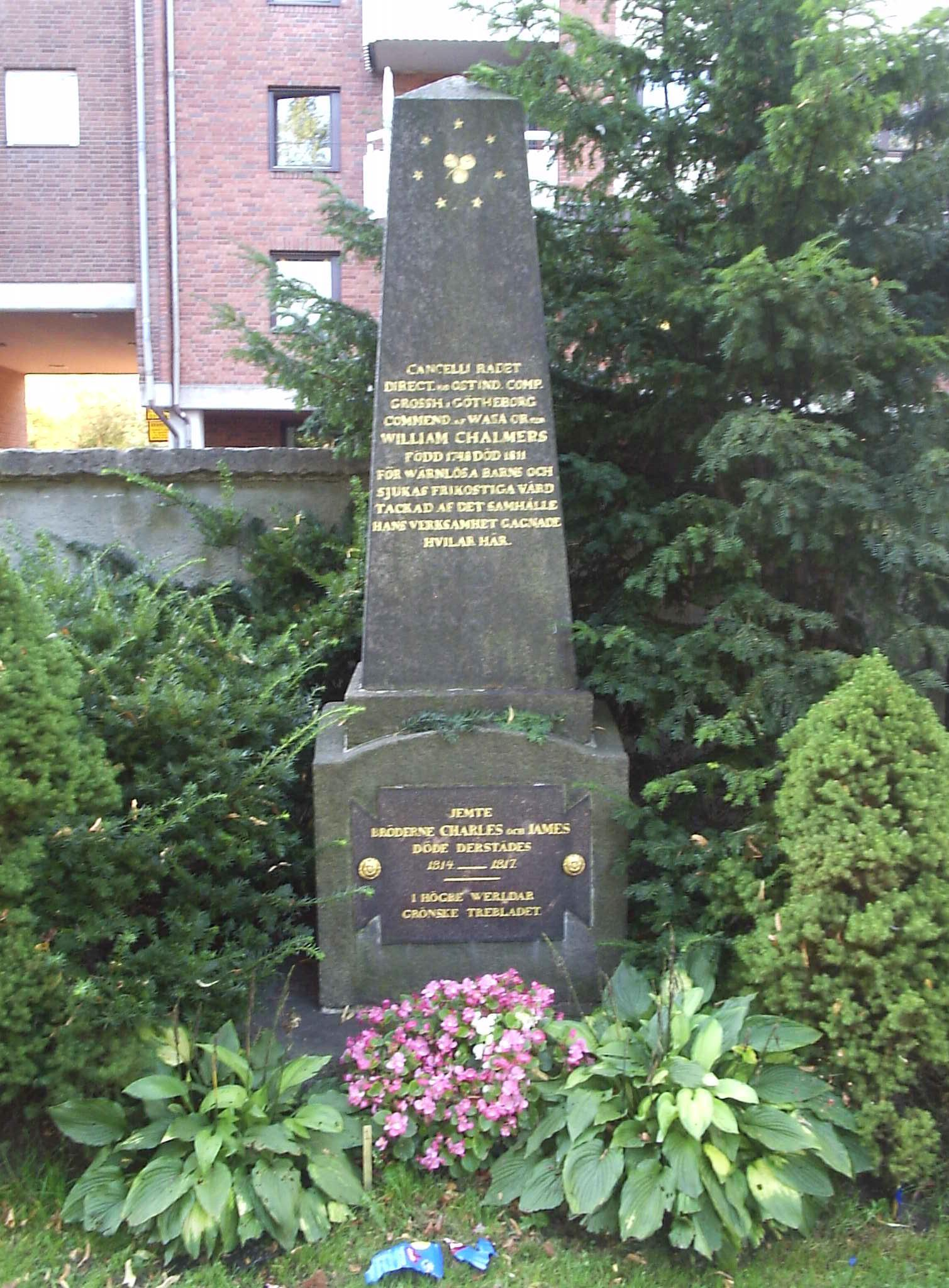
Grób Williama Chalmersa

William Chalmers (ur. 13 listopada 1748 w Göteborgu, zm. 3 lipca 1811 w Göteborgu) – szwedzki kupiec i wolnomularz, fundator Politechniki Chalmers w Göteborgu.

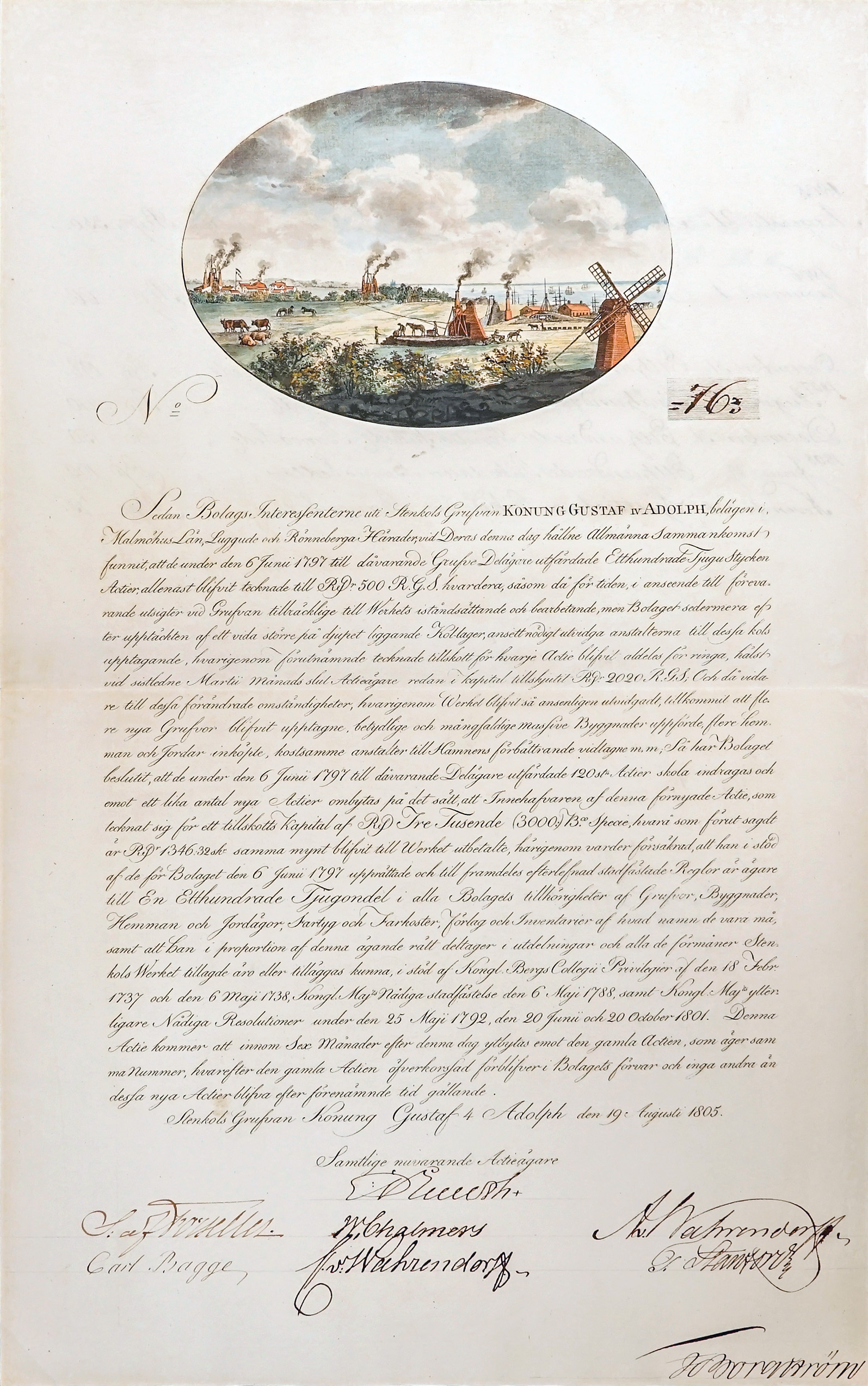
Akcja Kopalni węgla króla Gustawa IV Adolfa, wyemitowana 19 sierpnia 1805 r., podpisana m.in. przez założycieli Erica Ruutha i Williama Chalmersa.

Był synem szkockiego kupca Williama Chalmersa Seniora i Szwedki Ingi Orre. Uzyskawszy dobre wykształcenie zarówno w Szwecji jak i w Anglii, został dyrektorem Szwedzkiej Kompanii Wschodnioindyjskiej, a w 1783 został jej rezydentem w Kantonie (Chiny) i następnie w Makau; do Szwecji powrócił w 1793.
Po śmierci, zgodnie z jego życzeniem i przekazanymi środkami finansowymi, utworzono w 1829 "szkołę przemysłową", która obecnie funkcjonuje jako Uniwersytet Technologiczny Chalmers w Göteborgu.